# Сина Оуэн
Си́на О́уэн (англ. Seena Owen; 14 ноября 1894, Спокан, Вашингтон — 15 августа 1966, Голливуд, Калифорния) — американская актриса немого кино и киносценаристка.

## Биография
Сигне Ауэн (настоящее имя актрисы) родилась 14 ноября 1894 года в городе Спокан (штат Вашингтон, США). Отец — Дженс Кристенсен Ауэн, владелец аптеки; мать — Карен Кристина (до брака — Соренсен), эмигранты из Дании; у девочки было двое старших сиблингов, одна из них — сестра Лилли (1891—1977), ставшая довольно известной киносценаристкой. Училась в епископальной школе для девочек «Брюно Холл» и в Школе ораторского искусства Полин Данстэн Белден в родном городе. В начале 1910-х годов бизнес отца прогрел, семья оказалась в затруднительном финансовом положении, и девушка начала искать работу. Играла второстепенные роли в небольших театрах, затем переехала в Голливуд, начала сниматься в массовках. Там ей повезло столкнуться с актёром, сценаристом, режиссёром и продюсером Маршаллом Ниланом, с которым она познакомилась ещё в Спокане. Благодаря ему, девушку взяли на работу актрисой в киностудию Kalem Company с жалованьем 15 долларов (около 416 долларов в ценах 2022 года) в неделю. В итоге, с 1914 года она, сменив имя Signe Auen на англизированный сценический псевдоним Seena Owen, начала сниматься в кино в достаточно серьёзных ролях. Всего за 18 лет (1914—1932) актёрской карьеры Оуэн появилась в 66 немых кинофильмах, 19 из которых (в первые два года её карьеры) были короткометражными.
С приходом эры звукового кино, предложения о съёмках для Оуэн прекратились, так как у актрисы был невыразительный слабый голос. Оуэн переквалифицировалась в киносценаристку, и достигла в этой сфере некоторых успехов, за 12 лет (1935—1947) став сценаристом к девяти лентам.
Сина Оуэн скончалась 15 августа 1966 года в Голливудском пресвитерианском медицинском центре в Лос-Анджелесе (штат Калифорния). Похоронена на кладбище «Голливуд навсегда».
Личная жизнь
6 февраля 1916 года Оуэн вышла замуж за известного киноактёра Джорджа Уолша. 11 декабря 1924 года последовал развод, от брака осталась дочь Патриция Джулия Уолш.

## Избранная фильмография

### Актриса
- 1915 — Образ прошлого[англ.] / An Image of the Past — Джесси Кёртис Декстер (к/м)
- 1915 — Наёмные убийцы[англ.] / The Highbinders — А Ву (к/м)
- 1915 — Ягнёнок / The Lamb — Мэри
- 1916 — Нетерпимость / Intolerance — любимая царица (в новелле «Падение Вавилона»)
- 1918 — Отмеченный Бродвеем[англ.] / Branding Broadway — Мэри Ли
- 1919 — Сын шерифа[англ.] / The Sheriff's Son — Бьюла Резерфорд
- 1919 — Всадники возмездия[англ.] / Riders of Vengeance — девушка
- 1919 — Линия жизни[англ.] / The Life Line — Лора
- 1919 — Победа / Victory — Эльма
- 1920 — Дар Всевышнего[англ.] / The Gift Supreme — Сильвия Олден
- 1922 — Возврат денег[англ.] / Back Pay — Эстер Бевинс
- 1922 — Лицо в тумане[англ.] / The Face in the Fog — великая княгиня Татьяна
- 1923 — Невидящие глаза[англ.] / Unseeing Eyes — Мириам Хелстон
- 1926 — Потерпевшие кораблекрушение[англ.] / Shipwrecked — Лоис Остин
- 1926 — Пламя Юкона[англ.] / The Flame of the Yukon — «Пламя»
- 1928 — Голубой Дунай[англ.] / The Blue Danube — Хелина Бурш
- 1928 — Час пик[англ.] / The Rush Hour — Ивон Доре
- 1929 — Площадка для бракосочетания[англ.] / The Marriage Playground — Роуз Селларс
- 1929 — Королева Келли / Queen Kelly — королева Регина V

### Сценаристка
- 1935 — Румба[англ.] / Rumba (story)
- 1937 — Кларенс[англ.] / Clarence (screenplay)
- 1937 — Острые ощущения на всю жизнь[англ.] / Thrill of a Lifetime (screenplay / story)
- 1937 — Уэллс Фарго[англ.] / Wells Fargo (suggestion of subject; в титрах не указана)
- 1941 — Алома из Южных морей[англ.] / Aloma of the South Seas (screenplay / story)
- 1941 — Леди великого человека[англ.] / The Great Man's Lady (original story)
- 1944 — Остров Радуги[англ.] / Rainbow Island (story)
- 1947 — Карнеги-холл[англ.] / Carnegie Hall (story)

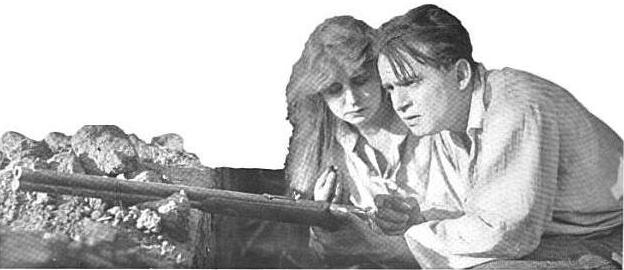
С Дугласом Фэрбенксом в фильме «Ягнёнок» (1915)
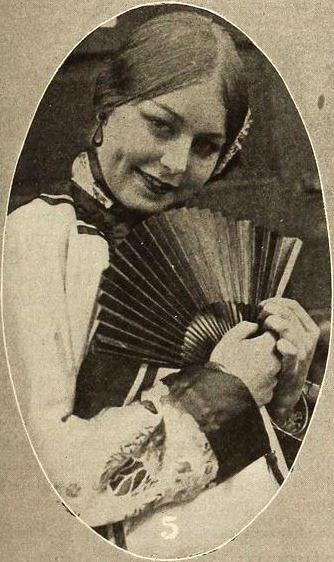
В фильме «Наёмные убийцы[англ.]» (1915)
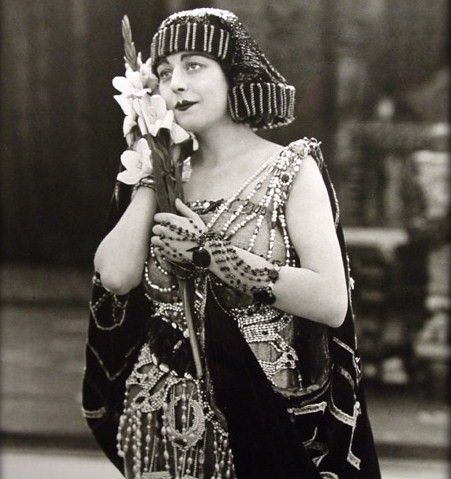
В фильме «Нетерпимость» (1916)
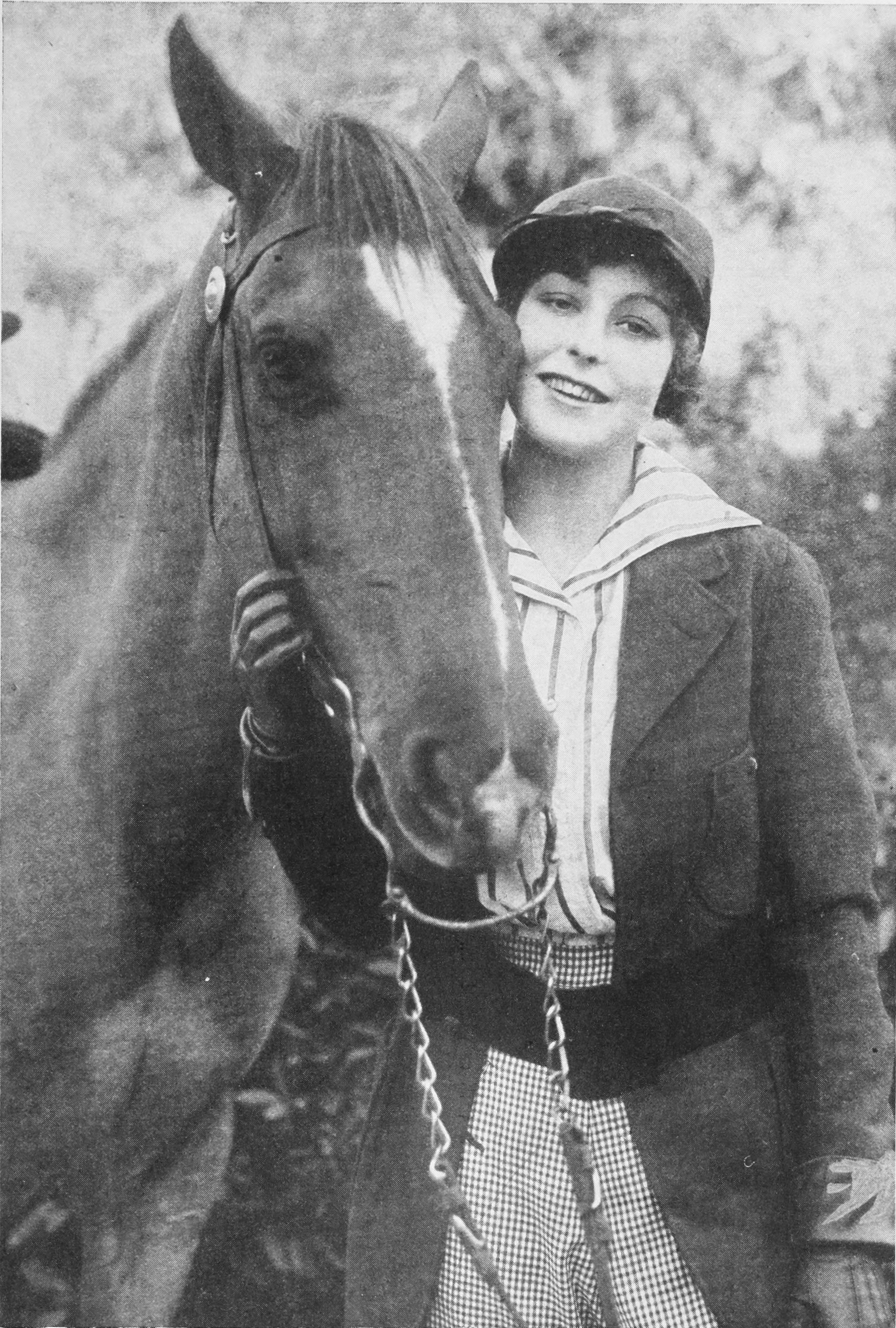
Фото 1917 г.
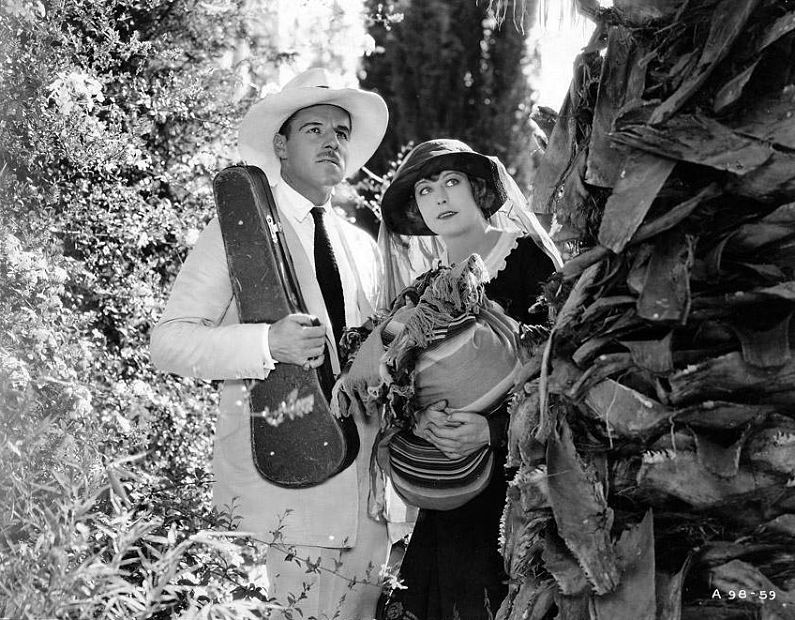
С Джеком Холтом в фильме «Победа» (1919)
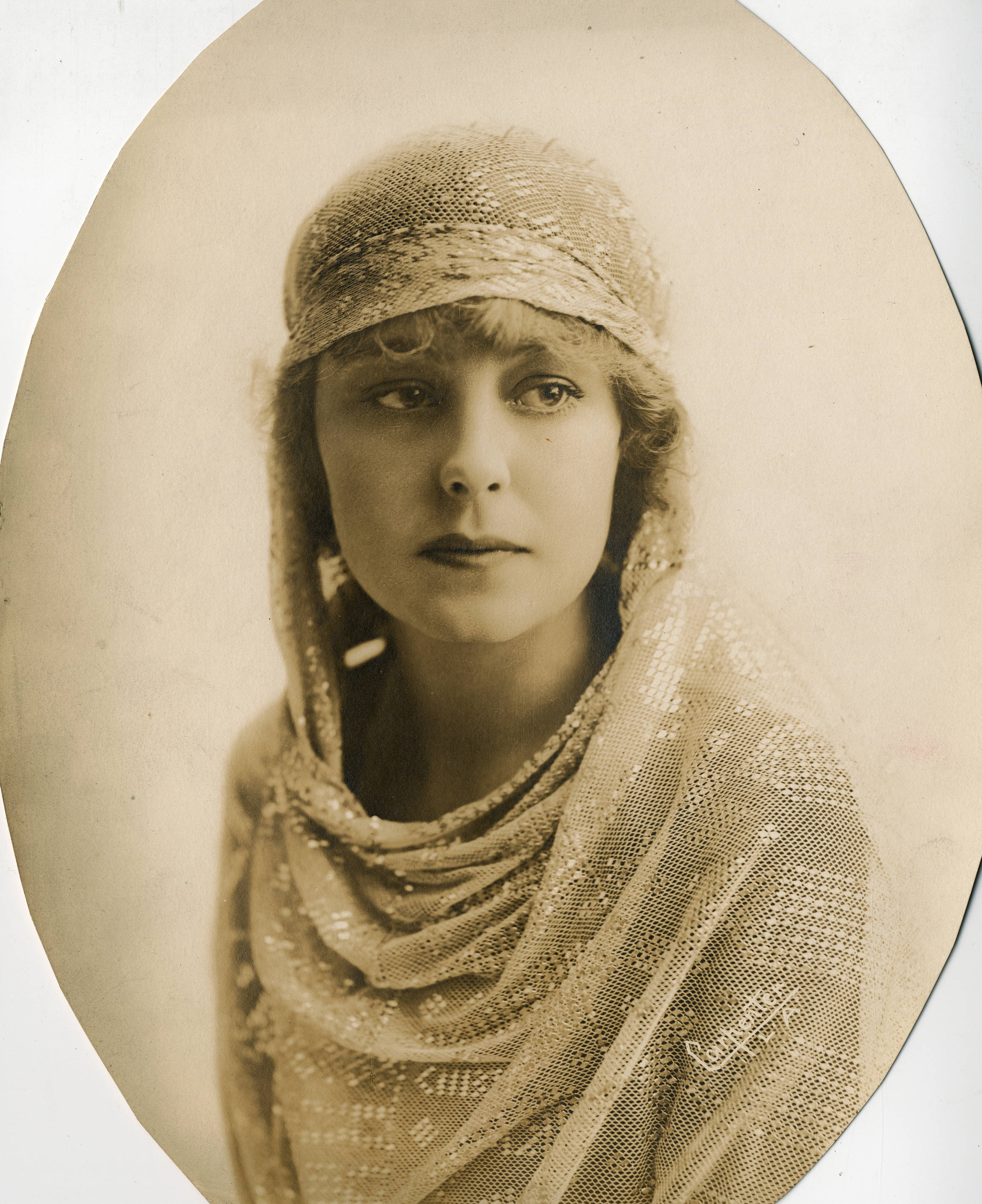
Фото 1919 г.
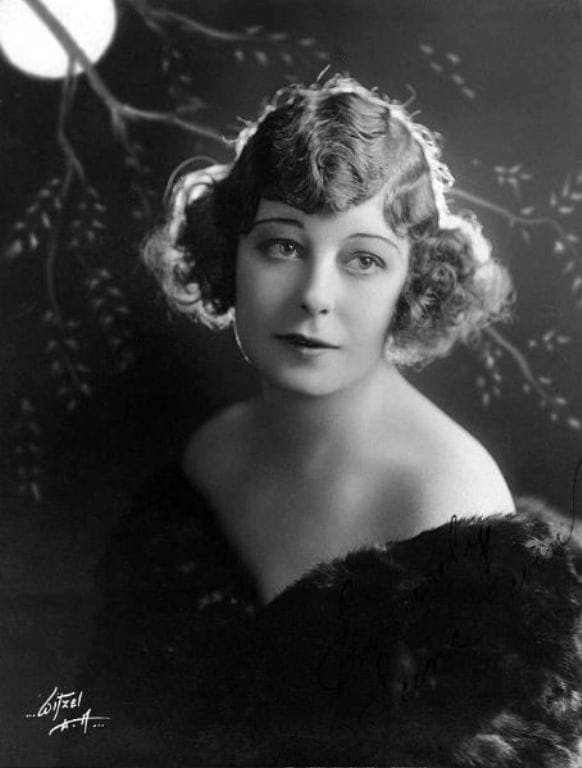
Фото ок. 1920 г.
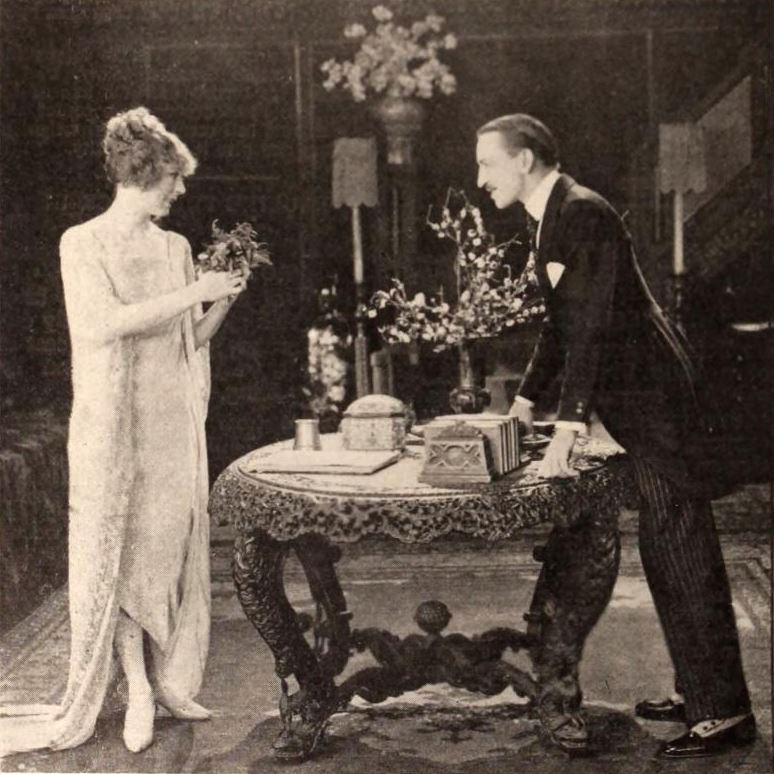
С Генри Седли[англ.] в фильме «Женщина, которую изменил Бог» (1921)
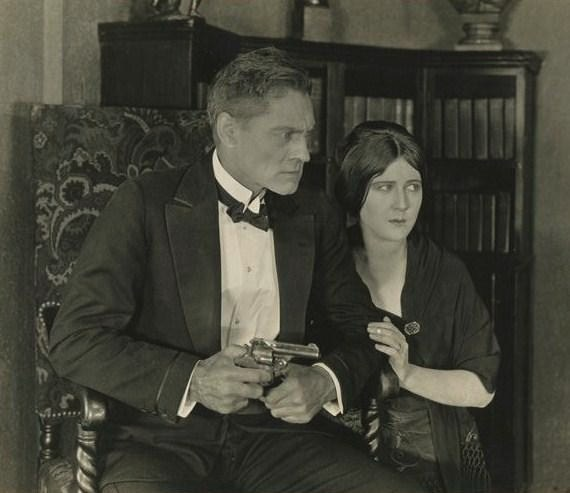
С Лайонелом Барримором в фильме «Лицо в тумане[англ.]» (1922)
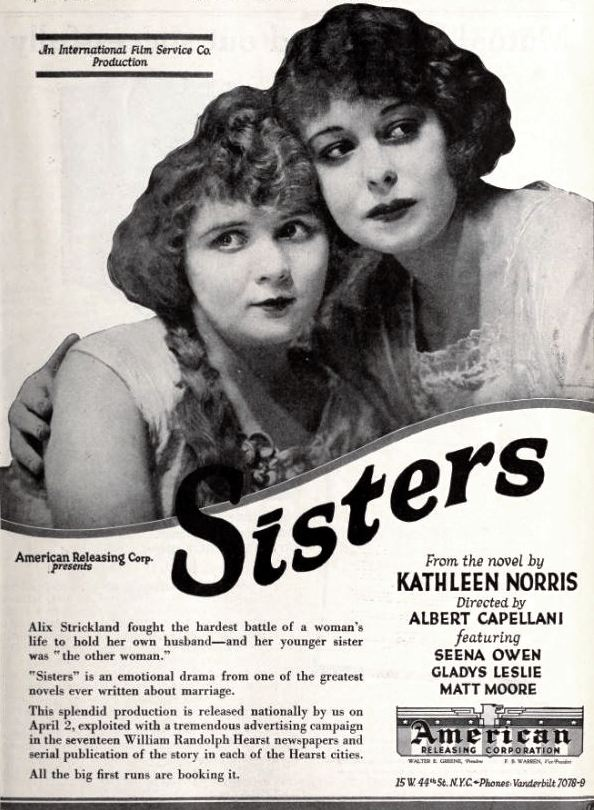
С Глэдис Лесли (слева) на постере фильма «Сёстры» (1922)
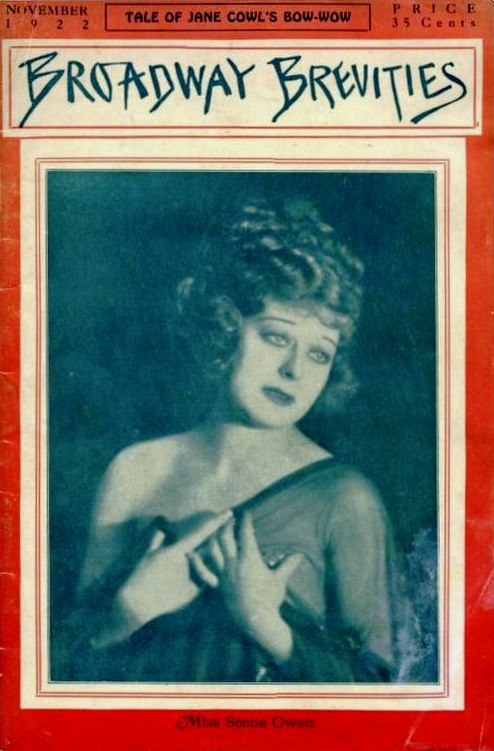
На первой обложке журнала Broadway Brevities (ноябрь 1922)
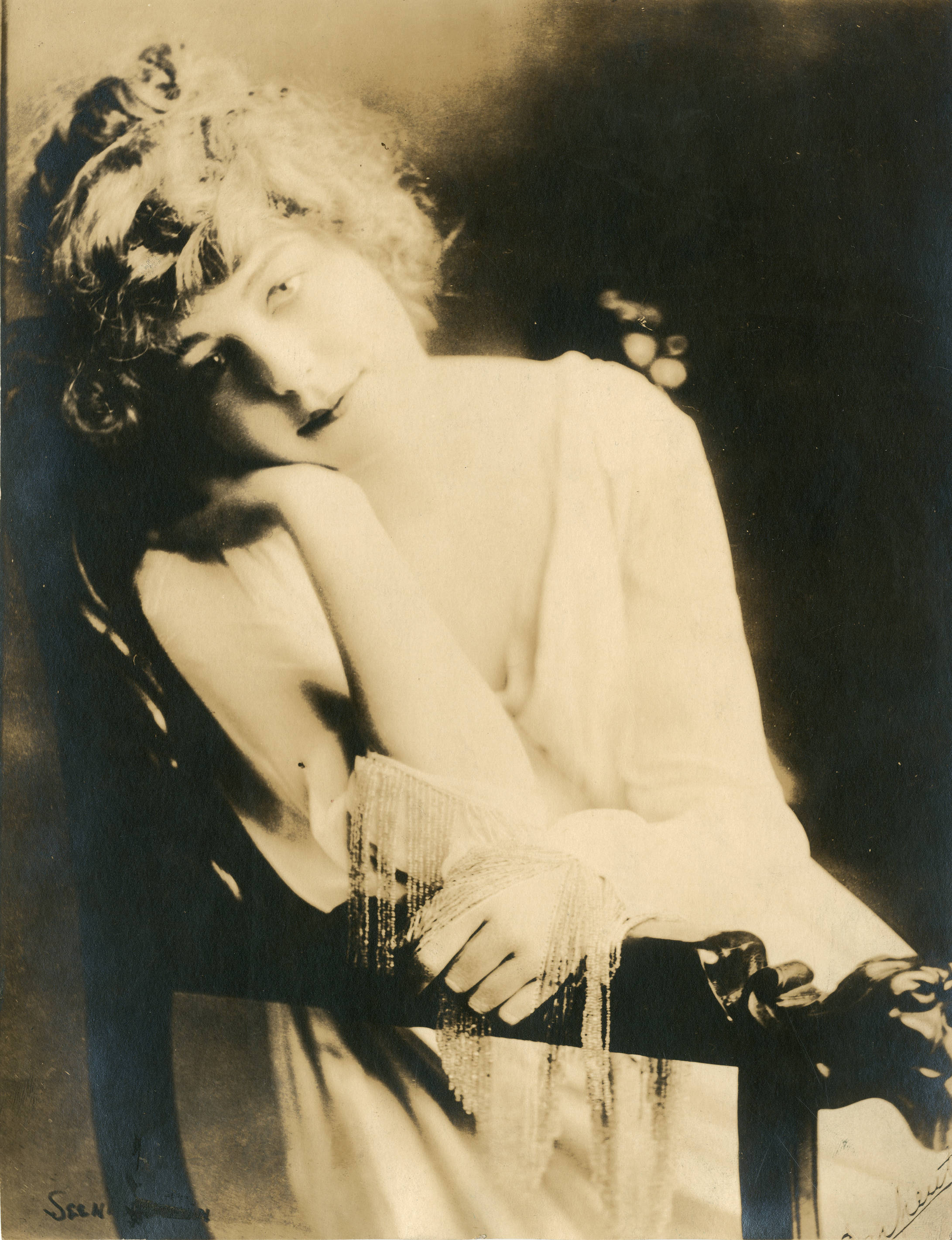
Фото 1924 г.
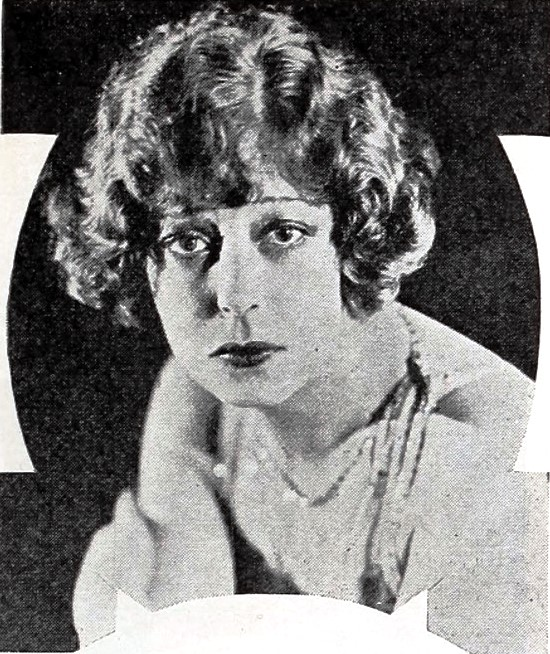
В фильме «Преследуемая женщина» (1925)